# 李若水

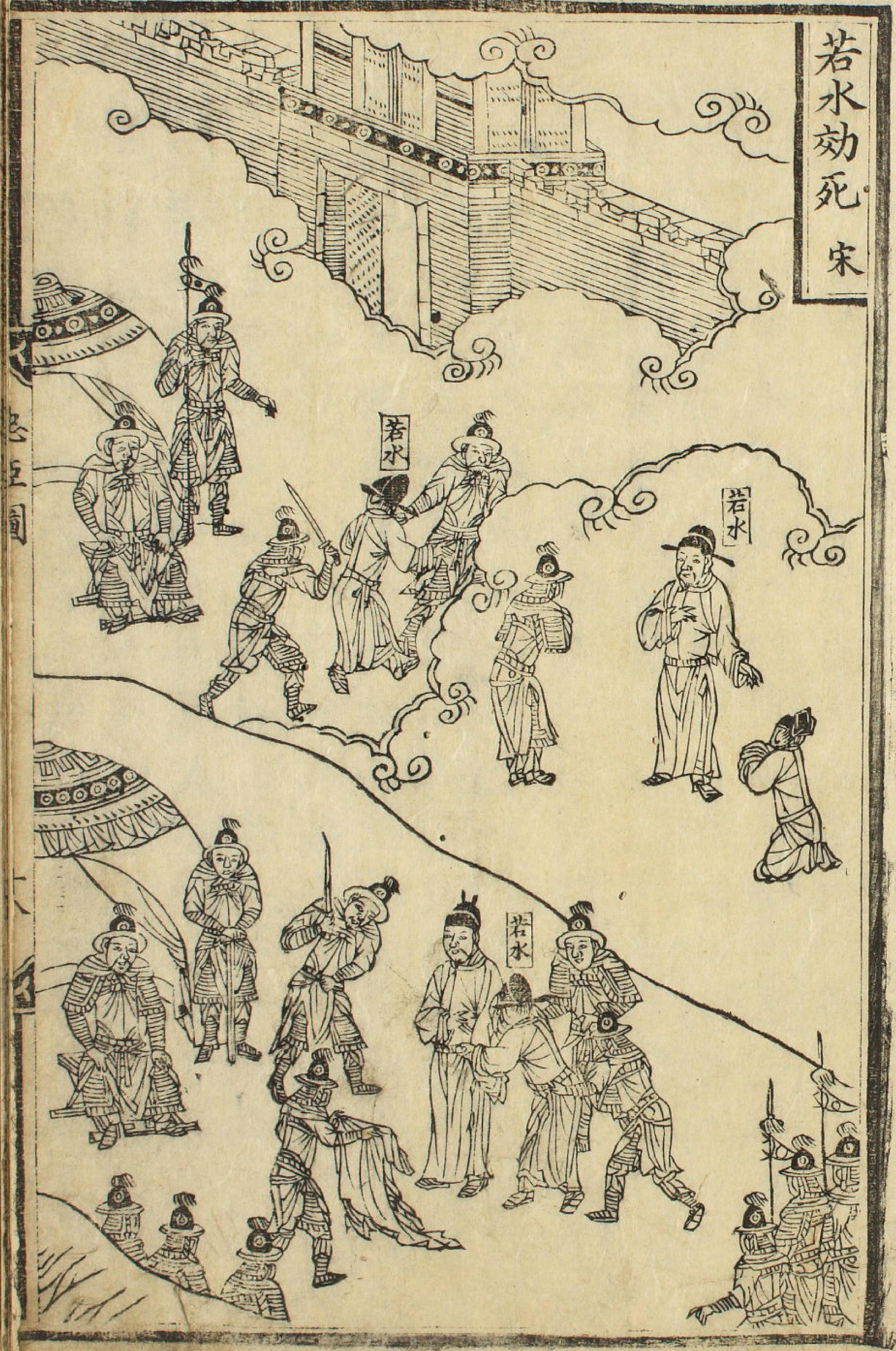
若水効死

李若水（1093年—1127年），原名若冰，字清卿，洺州廣平曲周（今河北省曲周縣水德堡村）人。北宋靖康二年（1127年）隨欽宗至金營，不屈而被害。

## 生平
李若水中进士，调元城县尉、平阳府司录，试学官第一，转任济南教授。靖康元年（1126）為太學博士，擢升为著作佐郎。朝议以赋税赎太原等三镇，奉旨出使金国，至云中见完顏宗翰。官至吏部侍郎。靖康二年（1127年）隨宋欽宗至金營，金国已议立张邦昌，完顏宗翰命二帝脫去龍袍，李若水抱著欽宗，不讓他脫去帝服，怒斥敌酋。完顏宗翰有心劝降李若水为己所用，若水罵不絕口，完顏宗翰大怒，命人割下若水舌頭，李不能用口罵，便怒目而視，以手相指，又被挖目斷手，不屈而死，至死方才絕聲，年仅三十五岁。完顏宗翰嘆道：「辽国之亡，死义者有十数人，南朝惟有李侍郎一人。」。
高宗即位后，下诏：“若水忠义之节，无比伦，达于联闻，为之涕泣”。赠观文殿学士，谥曰“忠愍”，故李若水有“南朝一人”的美称。

## 著作
《李忠愍公集》。

## 家族
李若水的胞兄李若虚是岳家軍的參議官，曾協助岳飛北伐。

## 延伸阅读
[在维基数据编辑]
 《宋史·卷446》，出自脱脱《宋史》